# Petr Dočekal

## Klubová kariéra
Svoji fotbalovou kariéru začal v ČAFC Praha, odkud v průběhu mládeže zamířil do Bohemians Praha 1905. Před sezonou 2014/15 se propracoval do prvního mužstva, které kvůli zdravotním problémům musel v létě 2016 opustit.